# 1989 في بلجيكا
فيما يلي قوائم الأحداث التي وقعت خلال عام 1989 في بلجيكا.

## رياضة
- 2 يوليو – جائزة بلجيكا الكبرى للدراجات النارية 1989
- 27 أغسطس – جائزة بلجيكا الكبرى 1989 الفائز آيرتون سينا.

## برامج ومسلسلات وأنمي
- السنافر

## مواليد

### يناير
- 12 يناير – أكسيل فيتسل لاعب كرة قدم بلجيكي.
- 18 يناير – إبراهيم المعروفي لاعب كرة قدم بلجيكي.

### مارس
- 2 مارس – توبي ألدرفايريلد لاعب كرة قدم بلجيكي.
- 22 مارس – نيتسكاي

### يوليو
- 1 يوليو – المهدي كارسيلا لاعب كرة قدم.

### أغسطس
- 2 أغسطس – ناصر الشاذلي لاعب كرة قدم بلجيكي.

### سبتمبر
- 15 سبتمبر – صلاح عبد السلام

### أكتوبر
- 5 أكتوبر – ستيفان جامويي
- 8 أكتوبر – ستاين فويتينس لاعب كرة قدم بلجيكي.
- 20 أكتوبر – يانينا ويكماير لاعبة كرة مضرب بلجيكية.
- 21 أكتوبر – كيلي درويتس

### ديسمبر
- 5 ديسمبر – جان مارك مويما لاعب كرة سلة بلجيكي.

## وفيات

### مايو
- 29 مايو – جوزيف فان إنجيلخيم (مواليد 1912) لاعب كرة قدم بلجيكي.

### أغسطس
- 22 أغسطس – روبرت جرونديلايرس (مواليد 1933) درّاج طريق بلجيكي.

### سبتمبر
- 2 سبتمبر – انطون بيترز (مواليد 1923)
- 4 سبتمبر – جورج سيمنون (مواليد 1903) كاتب بلجيكي.

### أكتوبر
- 6 أكتوبر – بول هنري (مواليد 1912) لاعب كرة قدم بلجيكي.

### نوفمبر
- 12 نوفمبر – جورجس بوتمانس (مواليد 1914) لاعب كرة قدم بلجيكي.